# 晋中师范高等专科学校
晋中师范高等专科学校，位于山西省晋中市，是经山西省人民政府批准、国家教育部备案的晋中市属普通高校，学校代码:14270。